# Arvin Appiah
Pour les articles homonymes, voir Appiah.
Arvin Appiah, né le 5 janvier 2001 à Amsterdam aux Pays-Bas, est un footballeur anglais qui évolue au poste d'arrière gauche à Amiens SC, en prêt de l'UD Almería.

## Biographie

### Carrière en club
Né à Amsterdam aux Pays-Bas, Arvin Appiah effectue sa formation en Angleterre, à Nottingham Forest. Il joue son premier match en professionnel le 30 octobre 2018, lors d'un match de Coupe de la Ligue anglaise contre Burton Albion. Il entre en jeu à la place de Liam Bridcutt ce jour-là et se fait remarquer en inscrivant également son premier but en professionnel, son équipe s'incline toutefois par trois buts à deux. Le 23 janvier 2019, il prolonge son contrat avec Nottingham Forest d'une durée de quatre ans et demi.
Le 2 septembre 2019, Arvin Appiah rejoint l'Espagne et s'engage avec l'UD Almería,, club évoluant alors en deuxième division espagnole. Il joue son premier match sous ses nouvelles couleurs le 6 octobre 2019, lors d'une rencontre de championnat face au Deportivo La Corogne. Il est titularisé et les deux équipes se neutralisent ce jour-là (0-0).
Le 1er février 2021, Appiah est prêté jusqu'à la fin de la saison au CD Lugo.

### Carrière en sélection
En sélection de jeunes, Arvin Appiah décide de représenter l'Angleterre. Avec les moins de 17 ans il est sélectionné pour participer au championnat d'Europe des moins de 17 ans en 2018. Il joue quatre matchs durant ce tournoi et se fait remarquer durant la phase de groupe en marquant un but contre l'Italie. Son équipe s'impose alors par deux buts à un. Les jeunes anglais se hissent jusqu'en demi-finale où ils sont battus aux tirs au but par les Pays-Bas.
Appiah est sélectionné à cinq reprises avec les moins de 19 ans en 2019.